# Homo habilis
Homo habilis este o specie disparută din genul Homo, care, potrivit fosilelor găsite până în prezent, ar fi trăit în Africa cu 2,3-1,5 milioane de ani în urmă, în timpul etapelor Gelasian și Calabrianul timpuriu din epoca geologică Pleistocen.
În 1960, la Cheile Olduvai din Tanzania au fost descoperite fosile identificate ca o specie separată de Homo. Specimenul a primit numele binomial H. habilis ("Omul îndemânatic") în 1964, fiind prima specie de Homo sapiens arhaic descoperită. În aspectul și morfologia sa, H. habilis este intermediar între Australopithecus și Homo erectus, iar clasificarea sa în genul Homo a fost subiect de dezbatere controversată încă de la propunerea inițială.
Un argument principal pentru clasificarea sa ca prima specie Homo ("uman") a fost folosirea uneltelor de piatră. Cu toate acestea, dovezile pentru folosirea anterioară a uneltelor de către membrii indiscutabili ai Australopithecus au fost găsite în anii 1990.

## Clasificarea caHomo
A existat o dezbatere academică privind plasarea sa în genul Homo, mai degrabă decât în genul Australopithecus. Dimensiunile mici și atributele mai degrabă primitive i-au determinat pe unii experți (Richard Leakey printre ei) să propună excluderea H. habilis din genul Homo și plasarea acestora în Australopithecus ca Australopithecus habilis.
Louis Leakey (tatăl lui Richard Leakey), paleoantropologul britanico-kenyan care a fost primul care a sugerat existența lui H. habilis și soția sa, Mary Leakey, au găsit prima urmă a lui H. habilis în 1955: doi dinți hominin. Aceștia au fost mai târziu clasificați ca "dinți de lapte", și, prin urmare, dificil de identificat cărei specii aparține, spre deosebire de dinții permanenți. Cu toate acestea, în 1959, Mary Leakey a recuperat craniul unui adult tânăr care avea un creier mic, o față mare, canini mici și dinți masivi de mestecat (care i-au câștigat porecla "Spărgătorul de nuci").
H. habilis era mic de înălțime și avea brațe disproporționat de lungi comparativ cu oamenii moderni; totuși, avea o față mai puțin proeminentă decât australopitecinele din care se crede că a coborât. H. habilis a avut o capacitate craniană puțin mai mică decât jumătate din dimensiunea oamenilor moderni. În ciuda morfologiei tipică maimuțelor, rămășițele H. habilis sunt adesea însoțite de unelte primitive de piatră (de exemplu, Cheile Olduvai, Tanzania și Lacul Turkana, Kenya).
Homo habilis a fost adesea considerat a fi strămoșul lui Homo ergaster, care, la rândul său, a dat naștere speciei Homo erectus. Dezbaterile continuă asupra faptului dacă toate fosilele cunoscute sunt atribuite în mod corespunzător speciei, iar unii paleoantropologi consideră că taxonul este invalid, alcătuit din specimene fosile de Australopithecus și Homo. Noile descoperiri din 2007 păreau să confirme punctul de vedere că H. habilis și H. erectus au coexistat, reprezentând linii separate dintr-un strămoș comun în loc de H. erectus descendent din H. habilis. O explicație alternativă ar fi că orice relație ancestrală de la H. habilis la H. erectus ar fi trebuit să fie cladogenetică mai degrabă decât anagenetică (adică dacă o un subgrup de populație izolată de H. habilis a devenit strămoșul lui H. erectus, alte subgrupuri au rămas neschimbate H. habilis până la dispariția lor ulterioară).
Descoperirile de la Dmanisi din Georgia, care aveau diferite trăsături fizice și diferențe în uzul dinților, sugerează unor cercetători că toate grupurile contemporane timpurii de Homo din Africa, inclusiv Homo ergaster, Homo habilis și Homo rudolfensis sunt de aceeași specie și ar trebui să fie atribuită lui Homo erectus, cu implicația că variația dintre aceste "specii" reprezintă evoluția prelungită a unei linii, mai degrabă decât diferențele interspecifice.

## Morfologie
Dimensiunea creierului H. habilis s-a dovedit a fi cuprinsă între 550 cm3 și 687 cm3, mai degrabă decât de la 363 cm3 până la 600 cm3 așa cum s-a crezut anterior.
O reconstrucție virtuală publicată în 2015 a estimat volumul endocranial între 729 și 824 ml, mai mare decât orice valoare publicată anterior. Capacitatea creierului H. habilis de aproximativ 640 cm³ a fost în medie cu 50% mai mare decât la australopithecine, dar considerabil mai mică decât la Homo sapiens. Aceste hominine erau mai mici decât oamenii moderni, având în medie, nu mai mult de 1,3 m înălțime.
Proporțiile corpului pentru H. habilis sunt conforme cu dovezile craniodentale, sugerând o asociere mai strânsă cu H. erectus.

## Comportament
Se crede că Homo habilis a stăpânit uneltele din cultura Olduwan aparținând Paleoliticul Inferior. H. habilis a folosit aceste pietre pentru a măcelări și a lua pielea animalelor. Aceste așchii de piatră erau mai avansate decât orice unealtă folosită anterior și i-au dat lui H. habilis avantajul de a prospera în medii ostile. Dacă H. habilis a fost primul hominin care a stăpânit tehnologia uneltelor de piatră, rămâne controversat, după ce a fost descoperit Australopithecus garhi, datat acum 2,6 milioane de ani, împreună cu uneltele de piatră.
Majoritatea experților presupun că inteligența și organizarea socială a H. habilis erau mai sofisticate decât la australopitecinele tipice sau la cimpanzei. H. habilis folosea unelte în primul rând pentru îndepărtarea cărnii de pe leșuri mai degrabă decât pentru vânătoare sau apărare. Cu toate acestea, în ciuda utilizării uneltelor, H. habilis nu era un excelent vânător, deoarece dovada bogată a fosilelor indică faptul că  H. habilis a fost o bază în dieta animalelor de pradă mari, cum ar fi Dinofelis, o felină de dimensiunea unui jaguar.
Homo habilis a coexistat cu alte primate bipede asemănătoare Homo, cum ar fi Paranthropus boisei, dintre care unele au prosperat multe milenii. Cu toate acestea, H. habilis, posibil datorită inovației uneltelor timpurii și a unei diete mai puțin specializate, a devenit precursorul unei întregi linii de specii noi, în timp ce Paranthropus boisei și rudele sale robuste au dispărut din registrul fosil. Este posibil ca H. habilis să fi coexistat cu H. erectus în Africa pentru o perioadă de 500.000 de ani.